# Coop FR
Ne doit pas être confondu avec Coop de France.
Pour les articles homonymes, voir GNC.
 (novembre 2021).
Si vous disposez d'ouvrages ou d'articles de référence ou si vous connaissez des sites web de qualité traitant du thème abordé ici, merci de compléter l'article en donnant les références utiles à sa vérifiabilité et en les liant à la section « Notes et références ».
Coop FR, anciennement Groupement national de la coopération ou GNC, est une organisation représentative du mouvement coopératif français. Coop FR est membre de l'Alliance coopérative internationale.

## Histoire

### Groupement national de la Coopération
Le Groupement national de la Coopération est fondée en 1968.

## Communications

### Identités visuelles

Ancien Logo
Nouveau logo

## Directions

### Présidences
- Jean-Louis Bancel : 2015 - 2023[1]
- Jérôme Saddier : depuis 2023[1].